# Nicolae Burcea
Nicolae Burcea (* 7. Februar 1955 in Dracșani; † 9. Juli 2009 in Paris) war ein rumänischer Fußballspieler und -trainer.

## Sportlicher Werdegang
Burcea begann seine Laufbahn bei FC Argeș Pitești, wechselte aber noch als Teenager 1974 zum Erstligaaufsteiger FC Galați. Der Klub war jedoch eine Fahrstuhlmannschaft und schwankte zwischen Divizia A und Divizia B. 1981 ging er für zwei Jahre zum Zweitligisten CS Botoșani, ehe er nach Galați zurückkehrte und sich dem ebenfalls unterklassig antretenden Lokalrivalen Oțelul Galați anschloss. 1986 stieg er mit dem Verein in die Divizia A auf, wo sich der Klub in seiner zweiten Spielzeit als Tabellenvierter für den Europapokal qualifizierte. Beim Erstrundenmatch im UEFA-Pokal 1988/89 sorgte Burcea für eine Sensation, als er zum 1:0-Hinspielerfolg über den haushohen Favoriten Juventus Turin das spielentscheidende Tor beisteuerte – nach einer 0:5-Rückspielniederlage schied der Klub jedoch dennoch aus. Ab 1990 ließ er seine Karriere unterklassig bei Gloria CFR Galați ausklingen.
Nach dem Zusammenbruch der kommunistischen Diktatur in Rumänien zog Burcea nach Frankreich. Zunächst war er Spielertrainer beim lokalen Amateurverein der nordfranzösischen Gemeinde Hirson, wo er ab 1993 lediglich Trainer war, und Trainer beim US Alfortville.
2004 kehrte Burcea als Trainer nach Rumänien zurück und trainierte den mittlerweile als Dunărea Galați antretenden FC Galați sowie als Assistent von Viorel Ion Gloria Buzău. Später war er als Trainer bei Étoile du Congo tätig.